# 盧科維齊亞 (卡尼夫區)
49°57′39″N 31°24′11″E / 49.96083°N 31.40306°E
盧科維齊亞（烏克蘭語：Луковиця）是位於烏克蘭中部的村莊，由切爾卡瑟州切爾卡瑟區的博布里齊亞市鎮負責管轄。該村面積2平方公里，海拔高度119米，2007年人口28，人口密度每平方公里14人。